# Eratigena picta
Eratigena picta là một loài nhện trong họ Agelenidae. Chúng được Eugène Simon miêu tả năm 1870.